# كوسة (أختاتشي)
كوسة (بالفارسية: کوسه) هي منطقة سكنية تقع في إيران في قسم أختاتشي الريفي. يقدر عدد سكانها بـ 1081 نسمة بحسب إحصاء 2016.